# Theelia
Theelia is een geslacht van uitgestorven zeekomkommers uit de familie Chiridotidae. De wetenschappelijke naam van het geslacht werd in 1890 gepubliceerd door de Franse zoöloog Charles Schlumberger. Hij vernoemde het geslacht naar Johan Hjalmar Théel, hoogleraar zoölogie in Uppsala. In 1892 gebruikte Hubert Ludwig de naam Theelia opnieuw, voor een ander geslacht van zeekomkommers. Inmiddels is die naam gesynonimiseerd met Ceto Gistel, 1848.
Vertegenwoordigers van dit geslacht leefden van 312 tot 40,4 miljoen jaar geleden (Pennsylvanien-Lutetien), verspreid over de hele wereld.

## Soorten
- Theelia undulata = Chirodota undulata Schlumberger, 1888 † (typesoort)[6]
- Theelia alta
- Theelia alveata
- Theelia anguinea
- Theelia conglobata
- Theelia convexa (syn. Chiridota heptalampra)
- Theelia crassidentata
- Theelia dentata
- Theelia doreckae
- Theelia dzhulfaensis
- Theelia fastigata
- Theelia fissa
- Theelia florida
- Theelia guembeli
- Theelia hexacneme
- Theelia immisorbicula (syn. Theelia subcirculata)
- Theelia koeveskalensis
- Theelia kutscheri
- Theelia lata
- Theelia latimarginata
- Theelia liptovskaensis
- Theelia mesopermiana
- Theelia monicae
- Theelia mortenseni
- Theelia multiplex
- Theelia norica
- Theelia petasiformis
- Theelia planata
- Theelia planorbicula
- Theelia praeacuta
- Theelia praenorica
- Theelia praeseniradiata
- Theelia pseudoplanata
- Theelia serta
- Theelia simoni
- Theelia sinaiensis
- Theelia staurolithensis
- Theelia stellifera
- Theelia synapta
- Theelia teneromarginata
- Theelia trammeri
- Theelia undata
- Theelia variabilis
- Theelia wartensis
- Theelia zawidzkae